# Санчес, Висенте
Висенте́ Мартин Са́нчес Брагунде (исп. Vicente Martín Sánchez Bragunde; 7 декабря 1979, Монтевидео) — уругвайский футболист, нападающий. Выступал за сборную Уругвая.

## Биография
Висенте Санчес родился в Монтевидео в семье водителя автобуса и швеи. Он является воспитанником футбольных школ «Ривер Плейта», «Расинга» и «Суд Америки». На профессиональном уровне дебютировал во Втором дивизионе в 1999 году. После небольшого периода, проведённого в «Такуарембо», в 2001 году Санчес стал игроком одного из сильнейших клубов страны — «Насьоналя». Но в том же году его контракт выкупила мексиканская «Толука».
Именно в «Толуке» прошли звёздные годы карьеры Висенте. Со своей командой он дважды выиграл чемпионат Мексики. Также в период пребывания в Толуке он регулярно вызывался в сборную Уругвая, с которой стал участником двух Кубков Америки — в 2004 и 2007 годах. В первом случае с «селесте» Санчес выиграл бронзовые медали, во втором — дошёл до полуфинала и стал четвёртым. По итогам 2006 года Висенте Санчес был признан футболистом года в Мексике. В 2008 году перешёл в немецкий «Шальке 04».
Дебютировал в чемпионате Германии 3 февраля 2008 года в матче 18-го тура против «Штутгарта», выйдя на замену на 86-й минуте вместо Джеральда Асамоа.
Дебютировал в Лиге чемпионов 19 февраля 2008 года в матче 1/8 финала против «Порту», выйдя на замену на 89-й минуте вместо забившего гол Кевина Кураньи.
В 2010 году вернулся в Мексику, но на этот раз Санчес присоединился к столичной «Америке». Спустя два года вернулся в «Насьональ» и помог «трёхцветным» стать чемпионами Уругвая сезона 2011/12.
В 2013—2015 годах выступал в США за «Колорадо Рэпидз», причём в последнем сезоне 35-летний Санчес был признан лучшим игроком года в своей команде. В 2016 году выступал за «Дефенсор Спортинг», после чего возвратился в США, где присоединился к «Хьюстон Динамо».
2 апреля 2021 года Санчес возобновил карьеру в клубе Чемпионшипа ЮСЛ «Рио-Гранде Валли Торос». За «Торос» дебютировал 1 мая в матче стартового тура сезона 2021 против «Нью-Мексико Юнайтед», заменив на 72-й минуте Алексиса Серритоса. 6 мая в матче против «Сан-Диего Лойал», выйдя на замену вместо Элвиса Амо на 74-й минуте, забил свой первый гол за «Торос», замкнув навес Кристиана Сорто на 87-й минуте.
11 марта 2022 года Санчес вошёл в технический штаб мексиканской «Пачуки» в качестве ассистента главного тренера Гильермо Альмады.

## Титулы и достижения
- Чемпион Уругвая (1): 2011/12
- Чемпион Мексики (2): 2002 (Апертура), 2005 (Апертура)
- Вице-чемпион Германии (1): 2009/10
- Победитель Кубка чемпионов КОНКАКАФ (1): 2003
- Бронзовый призёр Кубка Америки (1): 2004
- Футболист года в Мексике (1): 2006